# Scrutin majoritaire
 (septembre 2024).
Pour un article plus général, voir Système électoral.
Le scrutin majoritaire est un système électoral caractérisé par la victoire du ou des candidats qui obtiennent le plus de suffrages, et qui exclut ou limite la représentation des candidats minoritaires.
Le scrutin majoritaire peut prendre différentes formes : il peut notamment être uninominal ou plurinominal, comporter un ou plusieurs tours de scrutin, et permettre ou non le classement des candidats. Il s'oppose au scrutin proportionnel, mais il peut également se combiner avec lui pour former un système mixte.
Il a l'avantage de la simplicité, et permet généralement la constitution d'une majorité stable et capable de gouverner sans blocage. Sa limite est un moindre pluralisme, donc une moindre représentation de la diversité du corps électoral.

## Scrutin uninominal majoritaire
Le scrutin majoritaire est uninominal lorsqu'un seul candidat est élu. Il peut être utilisé soit pour pourvoir une fonction unique, soit pour élire une assemblée, en divisant le territoire en autant de circonscriptions que de sièges à pourvoir.
Le scrutin uninominal majoritaire à un tour est le mode de scrutin le plus simple : un seul tour de scrutin est organisé, et le candidat arrivé en tête est élu.
Alternativement, le scrutin peut comporter plusieurs tours. Pour chaque tour de scrutin, les règles électorales prévoient les conditions pour être élu (majorité absolue, qualifiée, ou relative), et, dans le cas où elles ne sont pas remplies, les conditions pour se maintenir au tour suivant (en termes de rang, de part des suffrages exprimés, ou de part des électeurs inscrits). Les règles électorales prévoient souvent un nombre limité de tours de scrutin : lors du dernier tour, le candidat arrivé en tête est élu. C'est le cas par exemple du scrutin uninominal majoritaire à deux tours.
D'autres systèmes uninominaux majoritaires, dits à préférences multiples ordonnées, reposent sur le classement des candidats. Différents procédés, comme le vote alternatif, la méthode Condorcet et la méthode Borda, permettent ensuite de déterminer le vainqueur.

## Scrutin plurinominal majoritaire
Le scrutin majoritaire est plurinominal lorsque plusieurs candidats sont élus. Il existe plusieurs formes de scrutin plurinominal majoritaire : les candidats peuvent se présenter seuls ou sur une liste, les listes peuvent être ouvertes ou bloquées, le scrutin peut comporter un seul ou plusieurs tours.
Au scrutin plurinominal majoritaire à candidatures isolées, chaque candidat se présente individuellement. Les électeurs peuvent voter pour un seul ou pour plusieurs candidats suivant les règles applicables. À l'issue d'un ou plusieurs tours de scrutin, les candidats qui ont obtenu le plus de voix sont élus.
Au scrutin de liste majoritaire, les candidats se présentent sur une liste bloquée, dite aussi « ticket électoral ». Les électeurs votent pour une seule liste. À l'issue d'un ou plusieurs tours de scrutin, la liste gagnante remporte la totalité des sièges.
Une modalité intermédiaire est le panachage. Les candidats se présentent sur une liste ouverte. Les électeurs peuvent voter pour des candidats issus de plusieurs listes. Les candidats ayant obtenu le plus de suffrages sont élus individuellement.
Les candidatures isolées et les listes peuvent également coexister au cours d'un même scrutin.
D'autres systèmes reposent sur le classement des candidats. Comme pour les systèmes uninominaux, différentes méthodes permettent de déterminer les vainqueurs.